# Kanton Wiltz
Het kanton Wiltz (Luxemburgs: Kanton Wolz) ligt in het noordwesten van het Groothertogdom Luxemburg. Het kanton grenst in het noorden aan het kanton Clervaux, in het oosten aan het kanton Diekirch, in het zuiden aan het kanton Redingen en in het westen aan België.

## Onderverdeling
Op 1 januari 2006 bestond het kanton Wiltz uit 10 gemeenten. Op dat moment gingen Kautenbach en Wilwerwiltz op in de nieuwe gemeente Kiischpelt. Op 1 januari 2012 werd het aantal nog verder naar beneden gehaald tot 8 toen Neunhausen en Heiderscheid bij Esch-sur-Sûre gevoegd werden.
De 7 gemeenten zijn:
1. Boulaide
2. Esch-sur-Sûre
3. Goesdorf
4. Kiischpelt
5. Lac de la Haute-Sûre
6. Wiltz
7. Winseler

Capellen · Clervaux · Diekirch · Echternach · Esch-sur-Alzette · Grevenmacher · Luxemburg · Mersch · Redange · Remich · Vianden · Wiltz

 Europa · Luxemburg · Kantons · Gemeenten 